# Rhynchites aruratus
Rhynchites aruratus là một loài côn trùng trong họ Rhynchitidae. Loài này được Scopoli miêu tả khoa học đầu tiên năm 1763.
Đây là loài gây hại phát triển phổ biến ở Uzbekistan.